# Netta Pierwsza
Netta Pierwsza – wieś w Polsce położona w województwie podlaskim, w powiecie augustowskim, w gminie Augustów.
| SIMC    | Nazwa     | Rodzaj    |
| ------- | --------- | --------- |
| 1010621 | Pod Kanał | część wsi |
| 1010638 | Pod Szosę | część wsi |

W latach 1975–1998 miejscowość administracyjnie należała do województwa suwalskiego.